# 휴 잭맨
휴 마이클 잭맨(영어: Hugh Michael Jackman, AC, 1968년 10월 12일 ~ )은 오스트레일리아의 배우, 가수, 영화 제작자이다. 그는 세계 빈곤 퇴치 프로젝트에서 자문위원으로 활동하고 있기도 하다. 2009년 4월, 할리우드 명예의 거리에 올랐다.

## 젊은 시절
잭맨은 시드니에 뉴사우스웨일스에서 태어났고 캠브리지에서 정규교육을 받은 회계원 Glace MCNeil과 Christopher John Jackman의 아들이다. 그의 부모들은 영국사람인데 Ten Pound Poms 이주함으로써 1967년에 호주로 이민왔다. 고조부중 한명은 그리스인이었다. 그의 부모님들은 독실한 기독교인들이었고 그들이 결혼한 후에 보수적 복음주의 설교가 빌리 그레이엄의 전도로 개종했다. 잭맨은 4명의 형과 누나가 있었고 호주에서 태어난 부모님의 아이들 중 둘째였었다. 그는 또한 그의 엄마의 재혼으로부터 이복 여동생이 있었다. 그의 부모들은 그가 8살때 이혼했고 잭맨은 그의 아버지와 두명의 형제들과 함께 호주에 남았고 반면에 그의 엄마는 잭맨의 두 여동생들과 함께 영국으로 이사갔다. 그는 한 아이로서 잭맨은 야외를 좋아했고 많은 시간을 호주 곳곳의 해변과 캠프 여행에 보내는 것을 좋아했다. 그는 세상 알기를 원했다. 그는 지도책에서 밤에 지도를 보면서 시간을 보내고는 했다. 그는 비행기에서 요리사가 되는것을 결정했다. 왜냐하면 비행기를 탔고 비행기 안에는 음식들이 있었다. 그는 그 곳에는 요리사가 있을것이라고 생각했다. 그는 그 직업이 이상적인 직업이라고 생각했다.
잭맨은 Pymble Public 학교를 갔고 나중엔 Upper North Shore에 시드니에 있는 Knox Grammar 학교를 갔고, 그는 1985년 My Fair Lady에 주연으로 출연했고, 1986년에는 학생회장이 되었다. 졸업을 한 다음, 그는 1년에 공백시간을 갖고 영국에 있는 Upping Ham 학교에서 일을 했다. 그가 돌아왔을 때, 그는 시드니에 있는 시드니 과학기술대학교에서 공부를 했고 1991년 언론학 문학학사 학위를 졸업했다. 대학에서의 그의 마지막 해의, 그는 학점을 채우기 위해서 연극 수업을 들어야 했다. 이 반에서 Vaclav Hevel의 The Memorandum이라는 작품을 연극했는데 잭맨이 주연을 맡았다. 그는 나중에 "그 주에 나는 3년 동안 느꼈던 것보다 일주일 동안 이 사람들과 편안한 느낌을 느꼈다" 라고 얘기했다.
그는 학사학위를 받은 후, 잭맨은 1년 과정으로 공연 'The Journey'를 Sydney에 엑트센터에서 완성시켰다. 그는 "내가 22살이 될때까지는 내취미가 생계를 꾸려 나갈 직업이 될 것이라고는 생각해 본 적이 없었다" 그는 학생으로써 연기를 공부했다. 유소년시절, 나는 항상 연극에 대해 관심이 있었다. 학교 수업때 가졌던 연극과 음악이 인간을 성숙하게 만들었다. 그러나 그것이 생계수단으로는 아니었다. 그 생각을 버리게 됐고, 당당히 서서 '이 일이 하고싶어'라고 말할 수 있는 용기를 찾게 되었다. 그는 퍼스에 있는 (WAAPA) 서부호주학교아카데미에 대학을 다니기 위해서 제안받은 인기 드라마 '이웃사람'에 대한 역할을 거절했고, Perth 대학에서 1994년에 입학했으며 아직까지도 젊은 후배 예술인들을 위해 장학금을 주는 등... 활동을 하고 있다.
휴잭맨은 연기를 항상 사랑했다. 자신은 "연극 학교에서 배우기 시작했을 때 열등생 같았고 수업이 잘 이해가 가지 않았다.", "모두가 나보다 더 멋졌고 모두가 나보다 더 쉽게 성공할 수 있을 것 같았고 모든 사람들이 연기하는게 나보다 더 자연스러웠다.", "지금 뒤돌아볼 때는 나한테는 나중에 배우로 성공하는 것이 더 좋았다고 생각한다. 내가 생각하기에 오디션을 갈때 '이 역할을 얻기 위해서 최선을 다해야 한다'고 생각하

## 경력

### 초기 경력
그의 최종 학교 졸업 공연의 밤에, 잭맨은 Correlli에 대한 역할 제의를 받았다: "나는 기술적으로 13초 동안 실직한 상태였다." Correlli, 호주 여배우 Denise Roberts에 의해 고안된, ABC에 10명의 드라마 시리즈였고, 잭맨의 첫번째 주요 전문직, 그리고 그는 그의 미래 아내 Deborra-Lee-Furness를 만났던 곳: "내 아내를 만난것은 가장 좋은 일이 온것이다." 쇼는 오직 한 계절에만 지속되었다.
Crrelli 후 잭맨은 멜버른에 무대로 갔다. 1996년에, 잭맨은 월트 디즈니에서 제작된 미녀와 야수에서 Gaston 역을 맡았고, Sunset Boulevard에서 조 길리스의 멜버른에서 그의 뮤지컬 무대 경력 동안, 그는 1998년에 Midsumma 축제 카바제 운영 Summa 카바제에 출연했다. 그는 또한 멜버른의 촛불에 의한 캐롤 그리고 시드니의 도메인에서 캐롤을 개최했다.
잭맨의 초기 영화 작품은 Erskineville kings와 Paperback Hero(1999)을 포함한다. 그리고 그의 TV 작품은 Law of the Land, Halifax f.p., Blue Heelers, 그리고 Banjo Paterson의 The Man of Snowy River을 포함한다.

### 오클라호마
잭맨은 런던에 서쪽 끝에 있는 영국 국립 극단 무대에서 호평받은 뮤지컬인 오클라호마에 Curly라는 역할을 한 1998년에 호주 밖에서 유명해졌다. 그 연기는 그에게 올리버 어워드에서 뮤지컬 최고의 배우상 후보자가 되게 해주었다. 잭맨은 "이보다 더 좋아질 순 없다고 느꼈다"라고 말했다. 어떤 면에서는 그 뮤지컬이 내 최고의 경력 중 하나가 될 것이다. 또한 그는 1999년에 만들어진 영화 오클라호마에 주연으로 출연했고, 많은 나라에서 상영되고 있다.

## 출연 작품

### 영화
| 년도 | 제목 | 역할                          | 참고                                                         |
| ---- | --- | ----------------------------- | ------------------------------------------------------------ |
| 1999 | 페이퍼백 히어로 Paperback Hero                                                                                              | 잭 윌리스                     |                                                              |
| 1999 | 어스킨빌 킹즈 Erskineville Kings                                                                                            | 웨이스                        |                                                              |
| 1999 | 오클라호마 Oklahoma! | 컬리 맥래인                   | TV 영화                                                      |
| 2000 | 엑스맨 X-Men | 로건 / 울버린                 | 2001년 26회 새턴 어워즈 최우수 남우주연상 수상               |
| 2001 | 썸원 라이크 유 Someoen Like You...                                                                                          | 에디 앨든                     |                                                              |
| 2001 | 스워드피쉬 Swordfish | 스탠리                        |                                                              |
| 2001 | 케이트 앤 레오폴드 Kate & Leopold                                                                                           | 레오폴드                      |                                                              |
| 2003 | 엑스맨 2 X2 | 로건 / 울버린                 |                                                              |
| 2003 | 스탠딩 룸 온리 Standing Room Only                                                                                           | 로저                          | 단편                                                         |
| 2004 | 반 헬싱 Van Helsing | 반 헬싱                       |                                                              |
| 2004 | 반 헬싱: 런던 어싸인먼트 Van Helsing: The London Assiment                                                                   | 가브리엘 반 헬싱 (목소리)     | 애니메이션 / 짧은 영상                                       |
| 2006 | 엑스맨 : 최후의 전쟁 X-Men: The Last Stand                                                                                  | 로건 / 울버린                 |                                                              |
| 2006 | 스쿠프 Scoop | 피터 라이먼                   |                                                              |
| 2006 | 천년을 흐르는 사랑 The Fountain                                                                                             | 토마스 / 토미 / 톰 크레오     |                                                              |
| 2006 | 프레스티지 The Prestige | 로버트 앤지어                 |                                                              |
| 2006 | 플러쉬 Flushed Away | 로디 (목소리)                 | 애니메이션                                                   |
| 2006 | 해피 피트 Happy Feet | 멤피스 (목소리)               | 애니메이션                                                   |
| 2008 | 엉클 조니 Uncle Jonny | 러셀 삼촌                     | 단편                                                         |
| 2008 | 더 클럽 Deception | 와이어트 보즈                 |                                                              |
| 2008 | 오스트레일리아 Austraila | 잭 클렌시 / 소몰이 꾼         |                                                              |
| 2009 | 엑스맨 탄생 : 울버린 X-Men Origins : Wolverine                                                                              | 로건 / 울버린                 |                                                              |
| 2011 | 엑스맨: 퍼스트 클래스 X: First Class                                                                                        | 로건 / 울버린                 | 크레딧에 오르지 않음                                         |
| 2011 | 설화와 비밀의 부채 Snow Flower and the Secret Fan                                                                           | 아서                          |                                                              |
| 2011 | 버터 러버 Butter | 보이드 볼튼                   |                                                              |
| 2011 | 리얼 스틸 Real Steel | 찰리 켄튼                     |                                                              |
| 2012 | 가디언즈 Rise of the Guardians                                                                                              | 버니 (목소리)                 | 애니메이션                                                   |
| 2012 | 레미제라블 Les Misérables                                                                                                   | 장 발장                       | 2013년 70회 골든 글로브 시상식 남우주연상-뮤지컬 코미디 수상 |
| 2013 | 무비 43 Movie 43 | 데이비스                      | 더 캐치 부분 출연                                            |
| 2013 | 더 울버린 The Wolverine | 로건 / 울버린                 | 프로듀서, 주연                                               |
| 2013 | 프리즈너스 Prisoners | 켈러 도버                     | 2013년 9회 취리히 영화제 골든 아이콘상 수상                  |
| 2014 | 엑스맨: 데이즈 오브 퓨처 패스트 X-Men: Days of Future Past                                                                  | 로건 / 울버린                 |                                                              |
| 2014 | 박물관이 살아있다: 비밀의 무덤 Night at the Museun: Secret of the Tomb                                                      | 휴 잭맨 본인                  | 크레딧에 오르지 않음                                         |
| 2015 | 나와 친구, 그리고 죽어가는 소녀                                                                                             | 휴 잭맨 본인 (목소리)         | 특별 출연                                                    |
| 2015 | 채피 Chappie | 빈센트 무어                   |                                                              |
| 2015 | 팬 Pan | 검은 수염                     |                                                              |
| 2015 | 독수리 에디 Eddie the Eagle                                                                                                 | 브론슨 피어리                 |                                                              |
| 2016 | 엑스맨: 아포칼립스 X-Men: Apocalypse                                                                                        | 로건 / 울버린                 |                                                              |
| 2017 | 로건 Logan | 로건 / 울버린 / X-24          | 2017년 26회 MTV 영화제 최고의 콤비상 수상                    |
| 2017 | 위대한 쇼맨 The Greatest Showman                                                                                            | P. T. 바넘                    |                                                              |
| 2017 | 위대한 쇼맨: 컴 얼라이브 - 라이브 퍼포먼스 The Greatest Showman: Come Alive - Live Performance                              | P. T. 바넘                    | 비디오 영상                                                  |
| 2017 | 마스터카드: 더 넥스트 챕터 Mastercard: The Next Chapter                                                                     | 휴 잭맨 본인                  | 단편                                                         |
| 2018 | 투어리즘 오스트레일리아: 던디 - 더 선 오브 어 레전드 리턴즈 홈 Tourism Australia: Dundee - The Son of a Legend Returns Home | 수상                          | 짧은 영상                                                    |
| 2018 | 브로드웨이 4D Broadway 4D                                                                                                   |                               |                                                              |
| 2018 | 프론트 러너 The Front Runner                                                                                                | 개리 하트                     |                                                              |
| 2019 | 잃어버린 세계를 찾아서 Missing Link                                                                                         | 라이오넬 프로스트 경 (목소리) | 애니메이션                                                   |
| 2019 | 배드 에듀케이션 Bad Education                                                                                               | 프랭크 테손                   |                                                              |
| 2021 | 레미니센스 Reminiscence | 니콜러스 "닉" 배니스터        |                                                              |
| 2022 | 더 썬 The Son | 피터                          |                                                              |
| 2024 | 데드풀과 울버린 Deadpool & Wolverine                                                                                        | 로건 / 울버린                 |                                                              |

### TV
| 년도 | 제목                                                         | 역할                 | 참고                                                            |
| ---- | ------------------------------------------------------------ | -------------------- | --------------------------------------------------------------- |
| 1994 | 로우 오브 더 랜드 Law of the Land                            | 찰스 '치카' 맥크레이 | "Win, Lose and Draw" 에피소드 출연                              |
| 1995 | 코렐리 Corelli                                               | 케빈 존스            | 10회분 출연                                                     |
| 1995 | 블루 힐러스 Blue Heelers                                     | 브래디 잭슨          | "Just Desserts" 에피소드 출연                                   |
| 1996 | 스노위 리버: 더 맥그리거 사가 Snowy River: The McGregor Saga | 던컨 존스            | 5회분 출연                                                      |
| 1998 | 핼리팩스 f.p. Halifax f.p.                                   | 에릭 링거            | "Afraid of the Dark" 에피소드 출연                              |
| 2004 | 메이킹 더 그레이드 Making the Grade                          | 미스터 슬래터리      | TV 단편                                                         |
| 2007 | 비바 로플린 Viva Laughlin                                    | 니키 폰태나          | 파일럿 출연                                                     |
| 2011 | 새터데이 나이트 라이브 Saturday Night Live                   | 다니엘 래드클리프    | "벤 스틸러/포스터 더 피플" 에피소드 출연 (크레딧에 오르지 않음) |

### 비디오 게임
| 년도 | 제목                                         | 역할                   | 참고 |
| ---- | -------------------------------------------- | ---------------------- | ---- |
| 2006 | 엑스맨 X-Men: The Official Game              | 울버린 (목소리)        |      |
| 2009 | 엑스맨 탄생: 울버린 X-Men Origins: Wolverine | 로건 / 울버린 (목소리) |      |

## 수상 경력
- 2000년 오스트레일리아비평가협회상 남우주연상
- 2000년 제26회 새턴어워즈 최우수남우주연상
- 2004년 뉴욕 인터네셔널 인디펜던트 필름&비디오 페스티벌 단편영화부문 남우주연상
- 2004년 씨어터월드어워즈 올해의 스타상
- 2004년 드라마레지어워즈 올해의 스타상
- 2004년 오우터비평가협회상 뮤지컬부문 남우주연상
- 2004년 드라마데스크어워즈 뮤지컬부문 남우주연상
- 2004년 제58회 토니상 뮤지컬부문 남우주연상
- 2005년 제57회 에미상 버라이어티/음악프로그램부문 엔터테이너상
- 2008년 제10회 틴 초이스 어워즈 액션 어드벤처부문 남자배우상
- 2010년 제36회 피플스초이스어워즈 가장좋아하는 액션배우상
- 2011년 스크림어워즈 카메오상
- 2012년 제38회 피플스초이스어워즈 가장좋아하는 액션배우상
- 2012년 제66회 토니상 특별상
- 2013년 제70회 골든글로브시상식 뮤지컬/코미디부문 남우주연상
- 2013년 제61회 산세바스찬국제영화제 평생공로상
- 2013년 제9회 취리히영화제 골든 아이콘상
- 2013년 포브스 세계에서 가장 영향력 있는 유명인사 100인
- 2014년 엠파이어어워즈 엠파이어 아이콘상
- 2014년 슬래미어워즈 올해의 게스트스타상